# Новік Леонід Володимирович
Леонід Володимирович Новік (1984—2024) — солдат Національної гвардії України, учасник російсько-української війни. Герой України (2025, посмертно).

## Життєпис
Народився 20 вересня 1984 року в селі Кропивня Житомирської області.
Був військовослужбовцем 4-ої бригади оперативного призначення «Рубіж».
Загинув 10 травня 2024 року в районі населеного пункту Макіївка Сватівського району Луганської області.

## Нагороди
- Звання Герой України з врученням ордена «Золота Зірка» (26 лютого 2025) — за особисту мужність і героїзм, виявлені у захисті державного суверенітету та територіальної цілісності України, самовіддане служіння Українському народові[2].